# 大溪仁和宮
24°54′06.81″N 121°16′33.41″E / 24.9018917°N 121.2759472°E
大溪埔頂仁和宮，又稱埔頂仁和宮、大溪仁和宮、埔頂廟，位於台灣桃園市大溪區埔頂的一座百年古廟，主祀開漳聖王，為當地重要的信仰中心，是臺灣全島第一座開漳聖王廟。

## 歷史
清康熙二十六年（1687年）、五十年（1711年）兩度擴建；乾隆四十年（1775年）重修，咸豐五年（1855年）再重修，日本昭和二年（1927年）重建。
嘉慶十二年（1807年）曾分香建立安坑太平宮。

## 外部連結
- 官方网站 （页面存档备份，存于）
- 開漳聖王公源流